# Cuenca de Liubliana
La cuenca de Liubliana (en esloveno Ljubljanska kotlina) se extiende de la localidad de Bled a los pantanales de Liubliana. Es el área más poblada de Eslovenia (aquí es donde se encuentran las ciudades de Liubliana y Kranj, la primera y la cuarta más poblada del país, respectivamente). Otras ciudades importantes son Kamnik, Škofja Loka, Bled, Radovljica y Domžale Sus dos ríos principales son el Sava y el Kamniška Bistrica.

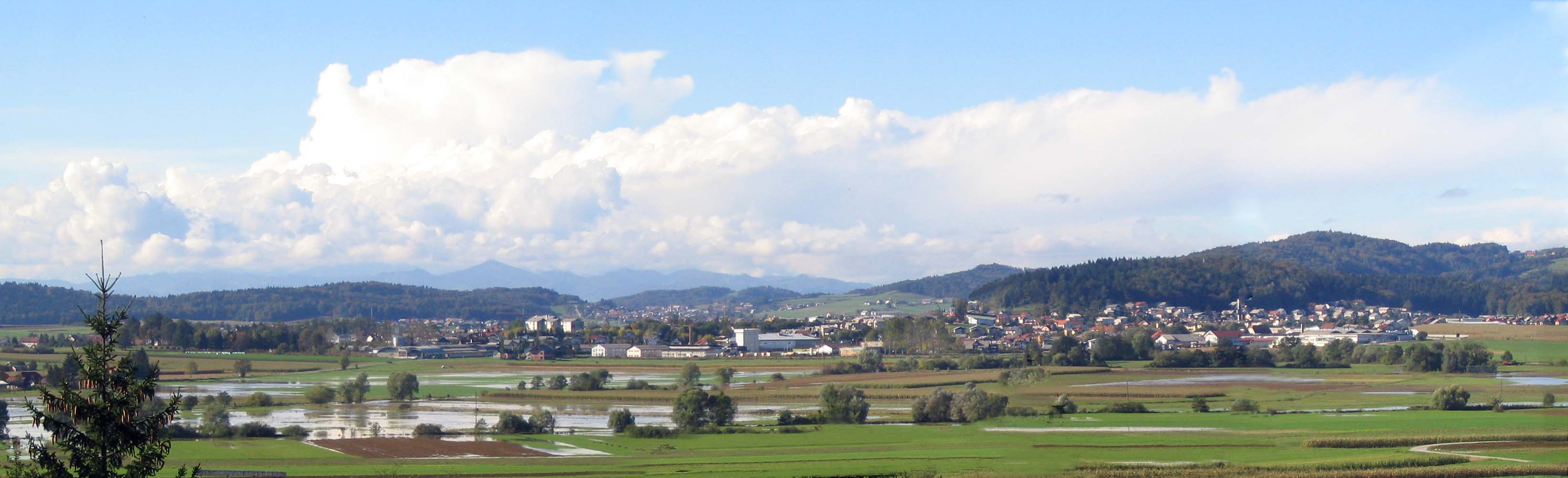
La cuenca de Liubliana.

- Datos: Q1800666
- Multimedia: Ljubljana Basin / Q1800666